# Leptacis africana
Leptacis africana är en stekelart som beskrevs av Lubomir Masner 1960. Leptacis africana ingår i släktet Leptacis och familjen gallmyggesteklar. Inga underarter finns listade i Catalogue of Life.